# ألان كاريوس
ألان ليما كاريوس (بالفرنسية:  Alan Lima Cariús)‏ لاعب كرة قدم برازيلي من مواليد (4 أبريل 1997) يلعب حالياً في نادي العدالة السعودي.

## روابط خارجية
ألان كاريوس على موقع اتحاد تركيا (لاعب) (الإنجليزية)
- ألان كاريوس على موقع رابطة كرة القدم اليابانية للمحترفين (اليابانية)
- ألان كاريوس على موقع قاعدة بيانات كرة القدم.إي يو (الإنجليزية)
- ألان كاريوس على موقع Soccerway.com (الإنجليزية)
- ألان كاريوس على موقع عالم كرة القدم.نت (الإنجليزية)